# Pundit (Vermesser)
Pundit war die Bezeichnung für einheimische Vermesser, die in der zweiten Hälfte des 19. Jahrhunderts die für die Briten unzugänglichen Gebiete nördlich von Britisch-Indien vermaßen.

## Hintergrund
Die Große Trigonometrische Vermessung des indischen Subkontinents näherte sich ihrem Abschluss, nachdem die Triangulationsserien entlang des Himalaya durchgeführt waren und Captain Thomas George Montgomerie 1855 mit der Vermessung Kaschmirs begonnen hatte.
Die Länder jenseits der Grenzen des britischen Einflussgebiets entlang der Bergketten des Himalaya, des Karakorum und des Hindukusch waren so gut wie unbekannt – abgesehen von einzelnen Reiseberichten ohne kartographisch verwertbare Einzelheiten. Die 1717 von Jean-Baptiste Régis erstellte und von Jean-Baptiste Bourguignon d’Anville 1835 überarbeitete Karte, die auf den Angaben zweier nach Tibet entsandter Lamas beruhte, war immer noch die beste Karte Tibets. Selbst die genaue Lage Lhasas war unbekannt, ebenso die Quellen des Indus und des Yarlung Tsangpo. Auch dessen Verlauf und die Frage, ob es sich bei ihm um den in Indien Brahmaputra genannten Fluss handele, waren unklar.
Die Briten hatten aus allgemeinen strategischen Erwägungen, aber insbesondere im Hinblick auf das Vorrücken Russlands im Great Game um die Vorherrschaft in Zentralasien ein dringendes Interesse an präzisen Informationen über diese Länder.
Für Briten wie auch allgemein für Europäer waren diese Länder jedoch verschlossen. Dagegen konnten einheimische Händler und Pilger aus den Gebirgsgegenden relativ ungehindert durch diese Länder reisen, d. h. ihr Ziel in langen Fußmärschen durch unwirtliche Regionen und über 5000 m hoch gelegene Pässe erreichen.

## Pundits
Captain Montgomeries Idee war es daher, Einheimische in einfachen Vermessungstechniken zu schulen und entsprechend auszustatten. Zwischen 1860 und 1862 erläuterte er seine Vorschläge vor den verschiedensten offiziellen Stellen. Obwohl die indische Regierung sehr darauf bedacht war, jegliche Art von Konflikten an ihren Grenzen zu Tibet und Turkestan zu vermeiden, stimmte sie schließlich zu.
Die native explorers (einheimischen Forscher) erhielten neben den erforderlichen finanziellen Mitteln für ihre Reisen einen kleinen Sextanten mit künstlichem Horizont und einen Chronometer zur Ortsbestimmung, einen Siedepunktthermometer zur Höhenbestimmung, einen Kompass mit Neigungswinkelmesser zur Richtungsanzeige und eine Gebetskette, die einer buddhistischen Mala glich, anstelle der üblichen 108 aber nur 100 Perlen hatte, wobei jede zehnte etwas größer war. Bald erhielten sie auch eine Gebetsmühle, in deren Innerem ihre Aufzeichnungen versteckt werden konnten. Die Pundits wurden in der Handhabung der Instrumente unterrichtet und übten, auch in unterschiedlichem Gelände möglichst gleichmäßig zu gehen, so dass 2000 Schritte (zu je 80 cm) einer englischen Meile entsprachen, die mit der Gebetskette gezählt wurden. Damit konnten sie heimlich relativ genaue Aufzeichnungen machen, die nach ihrer Rückkehr in den Büros des Great Trigonometrical Survey in Dehradun ausgewertet und zur Herstellung von Landkarten verwendet wurden.
Den Pundits wurde aber nicht beigebracht, wie aus den Beobachtungen mit dem Sextanten eine Ortsbestimmung berechnet und daraus eine Karte erstellt wird, einmal, um damit zu verhindern, dass erfundene Daten und Karten abgeliefert würden, zum anderen aufgrund der britisch-kolonialen Sicht, dass solch höhere Tätigkeiten nur von Briten ausgeübt werden könnten und sollten.
Alle einheimischen Forscher wurden in den Berichten und der Öffentlichkeit gegenüber nur mit Decknamen, oft nur mit Buchstaben bezeichnet. Der britisch-indischen Regierung war in ihren internen Akten vollkommen bewusst, dass es sich bei den Reisen der Pundits um Spionage handelte. Um dies nach außen zu verdecken, verwendete man die euphemistische Bezeichnung Pundit, die zwar dem hinduistischen Pandit entlehnt war, aber ansonsten nichts mit diesem zu tun hatte und insbesondere nicht auf eine religiöse oder universitäre Vorbildung schließen ließ.
Nachdem Montgomerie 1873 aus gesundheitlichen Gründen nach England zurückkehren musste, setzte Captain Henry Trotter das Programm fort.
Von den Reisen einiger Pundits wird nachstehend berichtet.

### Abdul Hamid
Abdul Hamid (Mahomed-i-Hameed, wie ihn Montgomerie nannte) unternahm die erste Testreise nach Yarkant am Rande der Taklamakan im Tarimbecken im damals chinesischen Turkestan. Er war Muslim wie die Mehrheit der Bevölkerung von Yarkant und kannte bereits einen Teil der Strecke. 1863 ging er von Montgomeries Camp in Kaschmir nach Leh in Ladakh und von dort über den Karakorumpass nach Yarkant, wo er den Winter verbrachte. Dabei gelang es ihm, einen ausführlichen Bericht über den Ort, seine chinesische Verwaltung und den russischen Einfluss zu schreiben sowie eine Kartenskizze der Region mit den wichtigsten Ansiedlungen anzufertigen. Als er vor dem zunehmenden Argwohn chinesischer Beamter gewarnt wurde, zog er mit der nächsten Karawane auf dem gleichen Weg wieder zurück. Er starb aber kurz vor der Ankunft in Leh, angeblich, weil er giftigen Rhabarber gegessen hatte. Seine Aufzeichnungen und Instrumente wurden sichergestellt und Montgomerie zugesandt, der damit erstmals eine exakte Position von Yarkant bestimmen konnte (die relativ genau mit der heute angegebenen Position übereinstimmt). Die Royal Geographical Society nahm Montgomeries Vortrag im Mai 1866 mit Begeisterung auf.

### Nain Singh
Nain Singh ist später wohl der bekannteste der Pundits geworden. Er entstammte einer zu den Bhotiya gehörenden Familie aus dem hochgelegenen Milam-Tal im Osten des Nanda Devi, war mit seinem Vater öfters in Tibet gewesen und hatte dabei Tibetisch lesen und verstehen gelernt. Die Gebrüder Schlagintweit hatten ihn und seinen Cousin Mani Singh schon für ihre Touren in West-Tibet angeheuert. Danach war er als Volksschullehrer tätig, was Montgomerie wohl auf den Gedanken brachte, ihm den Decknamen Pundit zu geben, der später als Bezeichnung aller einheimischer Entdecker verwendet wurde.

#### Erste Reise
Nach Ausbildung und Training in der Handhabung der Instrumente erhielten die beiden Cousins Nain und Mani Singh Ende 1863 drei Jahre Gehalt im Voraus und den Auftrag, von Milam aus zum Manasarovar-See zu gehen und die etwa 1200 km lange Karawanenroute von Gartok nach Lhasa zu erkunden. Ein erster Versuch, die Grenze zu überqueren, scheiterte aus verschiedenen Gründen. Deshalb wurde entschieden, sie von Kathmandu in Nepal aus nach Tibet gehen zu lassen. Auch auf dieser Tour wurden sie jedoch schon in Gyirong, dem ersten Ort hinter der Grenze, von argwöhnischen chinesischen Grenzbeamten zurückgewiesen. Außerdem merkten sie gerade noch rechtzeitig, dass der Gouverneur von Gyirong Mani persönlich kannte. Sie mussten daher nach Kathmandu zurück, von wo aus Mani durch den Nordwesten Nepals nach Hause reiste und zumindest Aufzeichnungen über diese Route mitbrachte.
Nain Singh konnte sich schließlich Mitte 1865 einer Karawane anschließen, die zum Kloster Tradün am Nordufer des Yarlung Tsangpo und von dort zum Manasarovar-See wollte. Am Tsangpo angekommen, ließ er die Karawane ziehen und begleitete eine andere Karawane, die flussabwärts nach Lhasa zog. Diese Leute erklärten Nain Singh übereinstimmend, dass der Tsangpo zunächst lange in östlicher Richtung fließe, dann aber nach Süden abbiege und in Indien zum Brahmaputra werde. Für Europäer war dies der erste Hinweis zur Lösung einer offenen Frage, die erst Jahrzehnte später nach langen Kontroversen endgültig geklärt werden konnte. Die Karawanenstraße war die wichtigste Verbindung zwischen Lhasa und Gartok im Westen, die weiter nach Leh in Ladakh führte. Sie folgte dem Fluss mal auf der einen, mal auf der anderen Seite, wobei meist Fähren zum Übersetzen benutzt wurden. Gelegentlich gab es auch eiserne Kettenbrücken aus zwei langen, parallelen Ketten, zwischen denen Netze aus Seilen als Fußweg hingen. Diese Brücken hatte eineinhalb Jahrhunderte davor schon Ippolito Desideri beschrieben mit der Bemerkung, dass er sie nur in großer Not benutzt habe. Auch Nain Singh berichtete, dass die Leute meist die Fähre bevorzugten, solange sie sie bezahlen konnten. Nach der Ankunft in Samzhubzê Ende Oktober 1866 zogen die Mitglieder der Karawane und somit auch Nain Singh zu dem von rund 3300 Mönchen bewohnten Kloster Trashilhünpo im Westen der Stadt, um dem damals elfjährigen Panchen Lama, Panchen Tenpe Wangchug, bei einer Massenaudienz die Ehre zu erweisen. Ende Dezember setzte die Karawane ihre Reise fort und zog über Gyangzê, Nagarzê, den Yamdrok-See zum Yarlung Tsangpo, der bei Qüxü (Chushul) etwas oberhalb der dortigen Kettenbrücke mit der Fähre überquert wurde, und entlang des Nebenflusses Lhasa He nach Lhasa, wo man am 10. Januar 1866 eintraf.
Lhasa war zwar für Briten und Europäer die verbotene Stadt, aber als Handelszentrum mit 15.000 Einwohnern das Ziel zahlreicher Kaufleute aus Bhutan, Sikkim, Nepal, Ladakh, Kaschmir, China und anderen Ländern. Nain Singh mietete zwei Räume als Unterkunft, von denen aus er sogar Beobachtungen mit dem Sextanten machen konnte. Er erkundete die Stadt, besuchte verschiedene Klöster und ging mit seinem Karawanenführer zum Potala, um dem Dalai Lama, dem damals zehnjährigen Thrinle Gyatsho, seinen Respekt zu erweisen, zu dessen rechter Hand der Regent saß. Nach einiger Zeit musste er aus Geldmangel Unterricht in hinduistischen Rechenmethoden geben. Zwei kaschmirische Kaufleute entdeckten seine wahre Identität, verrieten ihn aber nicht an die Obrigkeit, sondern liehen ihm sogar Geld gegen Verpfändung seiner Uhr als Sicherheit.
Nain Singh verließ Lhasa wieder am 21. April 1866 und kehrte auf der ihm vom Hinweg zum Teil schon bekannten Lhasa-Gartok-Route über den Manasarovar-See nach Milam zurück. Dort bat er seinen Cousin, nach Gartok zu gehen, um seine Schulden zu bezahlen, seine Uhr auszulösen und gleichzeitig die noch fehlende Teilstrecke nach Gartok zu vermessen. Nain und Mani Singh kamen schließlich am 27. Oktober 1866 in der Hauptverwaltung des Great Trigonometrical Survey in Dehradun an.
Als Ergebnis von Nain Singhs Reise konnte die genaue Lage von Lhasa und anderen Orten bestimmt und fast 2000 km der Karawanenstraßen von Lhasa nach Gartok und von Kathmandu nach Tadum (Tradün) kartiert werden. Dabei konnte erstmals auch fast der ganze Lauf des Tsangpo von seiner Quelle beim Manasarovar-See bis in die Gegend von Lhasa bestimmt werden. Außerdem hatte der einheimische Forscher umfangreiche Informationen politischer, religiöser und wirtschaftlicher Art über Lhasa und die durchquerten Gegenden gesammelt.

#### Zweite Reise, zusammen mit Kalian und Mani Singh
Nain Singh begann am 2. Mai 1867 seine zweite Reise, diesmal zusammen mit seinem Bruder Kalian (in den Berichten als G.K. bezeichnet) und seinem Cousin Mani Singh. Sie wanderten von Dehradun zunächst nach Osten und dann das Alaknanda-Tal aufwärts über Badrinath nach Mana, dem letzten Dorf vor dem Mana-Pass, wo sie am 3. Juni ankamen. Dort mussten sie über einen Monat warten, bis die tibetischen Behörden den Pass öffneten, was sie, wie jedes Jahr, erst taten, nachdem sie sich vergewissert hatten, dass südlich der Grenze keine Epidemien oder Hungersnöte herrschten. So erreichte die als Bashahri-Händler gekleidete Gruppe erst am 6. August das Toling-Kloster im heutigen Zanda am Satluj, wo sie sich allerdings nur einen Tag aufhielten. Der reißende Satluj wurde etwa 2,5 km oberhalb des Klosters auf der Tholing Chagzam überquert, einer kombinierten hölzernen Kragbogen-Auslegerbrücke, die durch eine Kettenbrückenkonstruktion verstärkt wurde. Nach dem Bericht des Pundits war sie 23 m lang, 2 m breit und verlief 12 m über dem Wasser. Auf dem weiteren Weg nach Nord-Osten ließen sie Gartok abseits liegen, um nicht argwöhnischen Fragen ausgesetzt zu werden, und überquerten die nördlich des Tales gelegene Gangdisê-Bergkette. Im Ort Giachuraf am Sênggê Zangbo, dem Oberlauf des Indus, bezweifelten die Tibeter jedoch, dass sie wirklich Händler aus Bashahr seien, da doch alle Pässe in diesem Gebiet wegen einer Pockenepidemie gesperrt seien, und sie sich ja auch schon weit jenseits von Gartok befänden, dem üblichen Ziel der Händler. Nach langen Verhandlungen durfte Nain und Kalian Singh weiterreisen, mussten aber Mani Singh sozusagen als Geisel zurücklassen. Auch Kalian folgte bald darauf seinem eigenen Weg, sodass Nain Singh allein zu den Goldminen von Thok Jalung marschierte, die er am 26. August 1867 erreichte. Es handelte sich um lange, breite Gräben, in denen ein Bach benutzt wurde, um das Gold aus dem Boden zu waschen. Auch der Leiter der Goldmine war misstrauisch gegenüber Nain Singh, trotzdem durfte er fünf Tage in dem Camp bleiben. Die Minenarbeiter lebten in Zelten, die sie in tief in den Boden gegrabenen Löchern aufgestellt hatten, um Schutz vor dem eisigen Wind zu finden, der über die etwa 4900 m hoch gelegene Ebene blies. Er konnte zwar nichts über die Menge der Goldproduktion in Erfahrung bringen, hörte aber, dass sich eine Reihe von Goldminen von West-Tibet bis nach Lhasa erstreckte. Auf dem Rückweg traf er in Giachuraf wieder mit Mani und Kalian zusammen, der dem Fluss weiter aufwärts nach Süden bis in die Nähe des Berges Kailash gefolgt war, aber wegen Räubern nicht ganz bis zur Quelle kam. Nain und Mani Singh kehrten über Gartok nach Toling zurück, während Kalian zunächst dem Indus weiter abwärts bis nach Dêmqog folgte und dann über einen hohen Pass ebenfalls nach Toling kam. Dort trennten sie sich wieder; Nain kehrte direkt über Badrinath nach Indien zurück, während Mani und Kalian dem Satlui bis zur Grenze folgten, um dann über einen Himalaya-Pass zum Dorf Nelang an der Bhagirathi, dem Quellfluss des Ganges nach Dehradun zu kommen, wo sie im November 1867 eintrafen.
Diese Expedition hatte geklärt, dass der bisher nur von Erzählungen her bekannte östliche Arm des Indus sein Quellfluss ist, hatte diesen sowie den Verlauf des Satlui über weite Strecken vermessen, hatte konkrete Kenntnisse über die Goldminen erbracht, die Position von Gartok bestätigt und eine Reihe von Informationen geliefert, um West-Tibet mit den Vermessungen in Indien zu verknüpfen.
Kalian Singh unternahm eine weitere Reise von Ladakh zum Oberlauf des Indus bis nach Dêmqog, das er im Vorjahr von der anderen Seite aus erreicht hatte. Von dort zog er nach Rutog, um von dort die Karawanenstraße zu erkunden, die von Leh nach Lhasa etwas nördlicher als die über Gartok und den Manasarovar-See verlief. Auf dem Weg über die Hochlandsteppen des Changthang kam er an Salzseen, aufgegebenen Goldminen und an der Goldmine Thok Jalung vorbei, die Nain Singh im Jahr zuvor besucht hatte. Der weitere Weg nach Osten wurde ihm jedoch von einem örtlichen Machthaber verboten, so dass er nach Süden zum Manasarovar See und auf der Karawanenstraße entlang des Yarlung Tsangpo bis nach Shigatse zog, wo er jedoch wieder angehalten und des Landes verwiesen wurde.

#### Dritte Reise
Nain Singh konnte durch die Aussicht auf weitere Ehrungen und auf eine Pension sowie mit dem Versprechen, dass dies seine letzte Unternehmung sein werde, zu einer dritten Reise bewogen werden. Er sollte Tibet von Leh in Ladakh nach Lhasa auf einer nördlicheren Route durchqueren und sich dort der alle drei Jahre nach Peking ziehenden Karawane anschließen, oder, sollte dies nicht möglich sein, auf einer bisher unbekannten Strecke nach Indien zurückkehren.
Nain Singh verkleidete sich im Juli 1874 als Händler, der mit einer Reihe von Last-Schafen auf dem Weg nach Yarkant sei, verließ hinter der tibetischen Grenze am Dorf Tangtse aber bald diesen Weg, um am Nordufer des Pangong Tso in Richtung Osten zu ziehen. Godwin-Austen hatte den westlichen Teil des Sees einige Jahre zuvor vermessen, die östliche, weit nach Tibet hineinragende Hälfte war jedoch noch unbekannt, abgesehen von der durch Rudok führenden Karawanenstraße. Von da aus zog Nain Singh durch die Hochlandsteppen des Changthang nach Osten auf einer Route, die deutlich nördlicher lag als seine früher begonnene Strecke zu den Thok-Jalung-Goldminen. Auf halber Strecke zum Tengri-Nor-See kam er durch das Gebiet der Goldminen von Thok Daurakpa, die offenbar noch weniger ergiebig waren als die von Thok Jalung; jedenfalls schienen die dortigen Schafhirten wohlhabender zu sein als die Goldgräber. Er erreichte den Tengri Nor und zog, wie zwei Jahre zuvor Kishen Singh, an seinem Nordufer entlang bis zu der Karawanenstraße nach Lhasa, das er auf einem etwas anderen Weg als Kishen Singh am 18. November 1874 erreichte. Von seinen sechsundzwanzig Schafen hatten vier den Weg überstanden. In Lhasa erfuhr er, dass die chinesischen Behörden Ausschau nach einem britischen Spion hielten, und dass der Karawanenführer aus Ladakh, der Geld für ihn nach Lhasa bringen sollte, unterwegs gestorben und auch die Karawane noch nicht angekommen sei. Obendrein stieß er in Lhasa mit einem Händler aus Leh zusammen, der ihn persönlich kannte und auch von seiner eigentlichen Aufgabe wusste. Aus Angst vor Verrat schickte er deshalb zwei seiner Leute mit seinen Vermessungsunterlagen direkt nach Leh, wo sie im Januar 1875 wohlbehalten ankamen. Er selbst verließ Lhasa nachts mit seinen zwei anderen Begleitern auf dem Weg zum Yarlung Tsangpo. Sie folgten dem Strom etwa 50 km abwärts bis nach Zêtang im Bezirk Shannan, von wo aus ein Teil seines weiteren Verlaufs mithilfe von Peilungen auf entfernte Bergspitzen abgeschätzt werden konnte. Ab Zêtang folgte Nain Singh dem Weg über den Karkang-Pass nach Süden. Im Gebiet der Tawang wurde er eineinhalb Monate festgehalten, da der kleine Stamm unbedingt verhindern wollte, dass Händler aus Lhasa ihren eigenen Handel auf dieser Strecke störten. Nain Singh erreichte schließlich am 1. März 1875 britisches Territorium in Udalguri in Assam, wo der örtliche britische Befehlshaber für seine Weiterreise mit einem Dampfschiff auf dem jetzt Brahmaputra genannten Tsangpo sorgte.
Nain Singh hatte auf dieser Reise 2260 km zurückgelegt, meist in Gebieten, die den Briten noch vollkommen unbekannt waren. Er hatte dabei nicht nur seine Schritte gezählt, sondern auch hunderte von Peilungen, Ortsbestimmungen und Höhenmessungen vorgenommen, zahlreiche Seen und Flüsse erstmals beschrieben sowie eine Teilstrecke von 50 km entlang des Yarlung Tsangpo und schließlich die Tawang-Route nach Indien vermessen.

### Der Mirza
Mirza Shuja, von Montgomerie The Mirza genannt, stammte aus einer türkisch-persischen Familie und war seit 1837 immer wieder in verschiedenen Funktionen in britischen Diensten, zunächst in Afghanistan, danach im Punjab, wo er die Grundlagen der Vermessung lernte. Später war er in Kabul für Dost Mohammed, den Herrscher von Afghanistan tätig und nach dessen Tod für Schir Ali bis zu dessen erster Absetzung 1866. Dadurch arbeitslos geworden, bewarb er sich erfolgreich bei Montgomerie, der inzwischen zum Major befördert und vom Great Trigonometrical Survey zum Verantwortlichen für die Personen der Trans-Himalaya-Erkundung ernannt worden war.
Der Mirza sollte vor allem den Pamir und den Verlauf des oberen Oxus, des heutigen Amudarja erkunden, über die es so gut wie keine zuverlässigen geographischen Erkenntnisse gab, seit Marco Polo 1274 die Gegend auf seiner Reise zum Hofe des Kublai Khan durchquerte und Benedict Goës zwischen 1602 und 1607 von Kabul durch den Pamir über Kaschgar und Yarkant nach Karaschahr gelangte. Im 19. Jahrhundert gelangten zwar einige Europäer und Inder in die Gegend, aber eher als Abenteurer oder Diplomaten, nicht als Geographen.
Der als Händler verkleidete Mirza verließ 1867 Peschawar mit dem Ziel Kabul. In dem beginnenden Winter gelang es ihm jedoch trotz mehrfacher Versuche nicht, einen der Pässe zu überqueren, bis er schließlich weit im Süden über den Mula-Pass nach Kandahar gelangte, wo er im Mai 1868 ankam. Trotz des gerade stattfindenden Bürgerkriegs erreichte er im Juni Kabul, konnte wegen der Kriegswirren aber erst im Oktober weiterziehen.
Er ging von Kabul über den Hindukusch nach Bamian und über den nächsten Pass nach Taschkurgan, dem heutigen Cholm zwischen Masar-e Scharif und Kunduz, damals die wichtigste Stadt im nördlichen Afghanistan. Im Dezember zog der Mirza trotz des winterlichen Wetters auf der alten Karawanenstraße weiter nach Faizabad in Badachschan und erreichte Anfang Januar 1869 in Ischkaschim am Beginn des späteren Wakhan-Korridors erstmals den Oxus, das heißt seinen Quellfluss Pjandsch. Der Winter war dort die von Karawanen bevorzugte Jahreszeit, da der gefrorene Fluss jederzeit überquert werden konnte und die kirgisischen Nomaden den Pamir im Winter auf der Suche nach Weideplätzen verlassen mussten – und mit ihnen auch die Räuber.
Auf dem schon von Marco Polo benutzten Karawanenweg zog er weiter in den Wakhan nach Qala Panja, dem letzten Ort vor dem Pamir, an dem Verpflegung und Lasttiere gekauft werden konnten. Mitte Januar 1869 machte sich der Mirza auf die Reise über den Pamir, wobei er sich an der Flussgabelung oberhalb von Qala Panja für den südlicheren Zweig entlang des Wakhan entschied. Nach zwölf entbehrungsreichen Tagen in von eisigen Stürmen durchzogenen, menschenleeren Hochtälern erreichte er Taschkurgan im Sarikol-Tal in Turkestan, dem heutigen Taschkorgan im gleichnamigen Kreis im chinesischen Xinjiang. Aufgrund des Misstrauens des örtlichen Befehlshabers erhielt er eine kirgisische Eskorte zur Bewachung auf der weiteren Strecke nach Kaschgar.
Kaschgar, wo zwölf Jahre zuvor Adolf Schlagintweit als angeblicher Spion umgebracht wurde, war seit zwei Jahren die Hauptstadt des von Jakub Bek gegründeten Kaschgariens, in der die Angst vor britischen Spionen allgegenwärtig war. Die Position des Mirza wurde nicht erleichtert durch die zufällig gleichzeitige Anwesenheit von George W. Hayward (1839–1870), einem britischen Entdeckungsreisenden, und Robert Shaw, einem Teepflanzer, der Handelsmöglichkeiten mit Turkestan erkunden wollte. Trotzdem konnte er seine Beobachtungen machen und sogar das alte Kaschgar besuchen. Von einem anderen Händler erhielt er Informationen über das nächste russische Fort, das nur neun Tagesmärsche entfernt war. Im Juni gelang es ihm, nach Yarkant aufzubrechen. Dort schloss er sich einer Karawane aus Pilgern auf dem Weg nach Mekka an, die über den Karakorum-Pass, aber meist auf einer anderen Route als zuvor Nain Singh, nach Leh in Ladakh zog. Im September 1869 kehrte er nach Dehradun zurück.
Der Mirza hatte auf seiner fast zweijährigen Reise eine Strecke von 3500 km vermessen, insbesondere die 1677 km von Kabul nach Kaschgar und weiter nach Yarkant. Dabei hatte er nachgewiesen, dass die Route von Faizabad nach Kaschgar fast doppelt so lang war wie bisher angenommen und erstmals gezeigt, dass sich die über den Himalaya verlaufende Wasserscheide im Pamir fortsetzte und damit Turkestan von den Einzugsgebieten des Indus und des Amudaria trennte.
Der Mirza und sein Schwiegersohn wurden 1872 auf eine zweite Reise nach Buchara gesandt, wurden aber jenseits von Maimana von ihren eigenen Führern im Schlaf ermordet.

### Der Havildar
Der Havildar, mit richtigem Namen Hyder Shah, war ein moslemischer Paschtune aus einem Ort südlich von Peschawar und tatsächlich ein Havildar, d. h. ein Sepoy-Sergeant einer Sappeur-Einheit der British Indian Army. Er sollte nach Möglichkeit den Weg nach Kokand am Eingang des Ferghanatals erkunden, das damals ein bedeutendes Handelszentrum und die Hauptstadt des Khanats von Kokand war (bevor dieses wenige Jahre später vom Russischen Kaiserreich annektiert wurde).
Der Havildar verließ am 12. August 1870 Peschawar in Begleitung seines Assistenten, der später als the Mullah eigene große Reisen durchführte, und gelangte über den Malakand-Pass in das Swat-Tal und von da nach Dir. Der weitere Weg nach Chitral führte durch Gebiete, in denen Überfälle durch Räuber aus dem benachbarten Kafiristan häufig waren, einem nicht-moslemischen Land, das mit seinen umliegenden moslemischen Nachbarn in heftiger Feindschaft lebte. Mit einer bewaffneten Eskorte von 25 Mann konnte der Havildar aber Chitral sicher erreichen. Dort erfuhr er, dass die Wege über den Oxus auf Befehl von Schir Ali gesperrt worden seien. Trotzdem machte er sich auf den Weg über den mehr als 5000 m hohen und schneebedeckten Nuksan-Pass im Hindukush nach Faizabad, wo er Ende September 1870 eintraf, um festzustellen, dass der Weg über den Oxus tatsächlich gesperrt war. Da der direkte Rückweg im Winter nicht möglich war, kehrte er über einen weiter westlich liegenden Pass nach Chitral und von dort nach Peschawar zurück, wo er am 13. Dezember 1870 eintraf.
Der Havildar hatte 460 km weitgehend unbekannte Wegstrecke erkundet, die Lage verschiedener Orte festgestellt und insbesondere für das Militär wichtige Informationen über wichtige Passverbindungen geliefert. Montgomeries Bericht über die Reise des Havildar wurde im Mai 1872 in der Royal Geographical Society verlesen.
Der Havildar unternahm eine weitere Reise nach Buchara, von der aber kaum etwas überliefert ist. Seine dritte Reise war die letzte, die Montgomerie im Sommer 1873 vorbereitete, bevor er endgültig nach England zurückkehrte. Der Havildar verließ, verkleidet als Tuchhändler, Peschawar am 19. September 1873 in einer Gruppe aus sechs Personen, unter anderem wieder seinem früheren Assistenten the Mullah, der ihn aber nur bis Dschalalabad begleitete, von wo aus er auf seine eigene, ebenfalls noch von Montgomerie vorbereitete Reise ging. Über Kabul erreichte er am 19. November 1873 Faizabad in Badachschan, wo er den Winter verbrachte. Im April des nächsten Jahres setzte er seine Reise nach Norden fort, wo er bald darauf den Oxus überquerte. Auf dem Weg flussaufwärts entlang des rechten, östlichen Ufers wurde seine Gruppe jedoch von dem örtlichen Befehlshaber aufgehalten, bevor er das Gebiet von Schignan bzw. dessen Hauptort Chorugh erreichen konnte. Der Havildar konnte seine Vermessung daher nicht, wie beabsichtigt, mit dem früheren Weg des Mirza in Ischkaschim verbinden. Er musste auf dem gleichen Weg zurückkehren. Auch sein Versuch, von Faizabad über Ischkaschim von Süden nach Schignan zu gelangen, wurde vereitelt. Von Faizabad aus überquerte der Havildar nochmals den Oxus weiter nordwestlich, erkundete 160 km seines Nordufers und kehrte schließlich über Taschkurgan (heute Cholm), Bamian und Kabul nach Peschawar zurück, wo er am 11. Januar 1875 wieder eintraf.

### Der Mullah
Ata Mahomed, genannt der Mullah, war tatsächlich ein in Peschawar geborener, gut Arabisch sprechender Mullah, der als solcher im Swat-Tal ungehindert reisen konnte. Wie vorgesehen, trennte er sich am 28. September 1873 in Jalalabad vom Havildar, um den Kunar- bzw. Chitral-Fluss zu erkunden. Zunächst folgte er dem Weg durch Dir nach Chitral, den der Havildar drei Jahre vorher schon genommen hatte, und verbrachte dort den Winter. Im nächsten Jahr ging er über den Broghil-Pass nach Sarhad-e Broghil im Wakhan-Korridor. Der Broghil-Pass war als einer der niedrigsten Pässe zwischen den zu Russland gehörenden Gebieten nördlich des Hindukush und Indien schon lange von besonderem Interesse für das britisch-indische Militär. Er folgte dann dem Karawanenweg durch den kleinen Pamir nach Tashkurgan im Sarikol-Tal in Turkestan im heutigen chinesischen Xinjiang und erreichte schließlich Yarkant. Von dort kehrte er über den Karakorum-Pass nach Leh in Ladakh zurück.
Nach einem Jahr der Erholung wurde der Mullah beauftragt, den Verlauf des Indus nördlich von Attock zu erkunden. Zwar war der Flussverlauf in der Punjab-Ebene bis zum Indischen Ozean bekannt und auch der Verlauf von seiner Quelle beim Manasarovar-See durch den Karakorum bis nach Gilgit war erforscht worden, aber der Teil von Gilgit durch seine gewaltigen Schluchten bis zum Fuß des Karakorums war völlig unbekannt. Die Strecke entlang des Flusses betrug mehr als 400 km auf schwierigen Wegen durch gefährliche Schluchten. Ein Jahr darauf erkundete er noch verschiedene Seitentäler des Indus in der Gegend von Gilgit und kehrte auf ebenfalls weitgehend unbekannten Wegen im Oktober 1876 nach Peschawar zurück. Ein Jahr später unternahm er Reisen zur Erkundung des Swat-Tales und seiner Nebentäler. 1888 scheint er auf geheimer Mission in Afghanistan gewesen zu sein.

### A.K. alias Kishen Singh

#### A.K.s erste Reise
Der als A.K. oder Krishna bekannt gewordene Kishen Singh war ein Vetter von Nain Singh und kam ebenfalls aus dem Milam-Tal im Osten des Nanda Devi. Montgomerie beauftragte ihn, die Region nördlich des Transhimalaya zu erkunden, die bis auf die von Nain und Kalian erkundete Strecke noch vollkommen unbekannt war. Kishen Singh machte sich im Sommer 1871 mit vier Begleitern auf den Weg zum Manasarovar-See, musste aber vor Räubern weit nach Osten ausweichen und erreichte schließlich Shigatse im November 1871. Von dort gingen sie mit fünfzig Schafen, die als Lasttiere und Lebensmittelvorrat dienten, nach Norden in Richtung des Tengri Nor bzw. Nam-Co-Sees. Zunächst kamen sie an einer Reihe von Klöstern vorbei, in größerer Höhe sahen sie jedoch nur noch vereinzelte Nomaden-Zelte. Am 13. Januar 1872 erreichten sie den in mehr als 4700 m Höhe gelegenen See, der trotz seines Salzgehaltes vollkommen zugefroren war. Kishen Singh entschied, den See einmal zu umkreisen, was zwei Wochen in Anspruch nahm. Weiter nördlich erreichten sie bald einen als Bul- bzw. Borax-See bezeichnetes Gewässer. Borax war damals ein begehrtes Mineral, das die Tibeter als Gewürz für Tee und Fleisch, aber auch zum Waschen verwendeten. Kishen Singhs Absicht, weiter nach Norden vorzustoßen und vielleicht China zu erreichen, wurde durch Räuber vereitelt, die ihnen kaum genügend Vorräte ließen, um halbverhungert Lhasa zu erreichen. Trotzdem zählte Kishen Singh unentwegt seine Schritte, auch wenn sie vor Schwäche wohl etwas kürzer wurden. Nach weiteren Schwierigkeiten gelang es ihnen, über Gartok nach Dehradun zurückzukehren, wo sie im Sommer 1872 ankamen.
Auch wenn die Reise nicht den erhofften Erfolg hatte, so wurden doch über 500 km Wegstrecke vermessen, eine Reihe von Ortsbestimmungen und Peilungen vorgenommen und Informationen über die Bevölkerung, die Wege und die Seen gesammelt sowie der Beweis erbracht, dass sich nördlich des Yarlung Tsangpo eine weitere hohe Bergkette erstreckt, der später so genannte Transhimalaya.

#### Forsyth Mission – A.K.s zweite Reise
Nachdem sich Jakub Beg 1867 gegen die Chinesen durchgesetzt und sich zum Emir von Kaschgar ausgerufen hatte, hofften die Briten auf einen ihnen wohlwollend gesinnten Pufferstaat gegenüber dem sich im Great Game ausbreitenden Russland und auf eine Verbesserung der Handelsbeziehungen. Jakub Bey hatte zwar 1872 einen Vertrag mit den vorrückenden Russen geschlossen, als sich die Beziehungen bald darauf aber verschlechterten, lud er die Briten 1873 zu Verhandlungen nach Yarkant ein. Eine größere Delegation wurde unter Führung von T. Douglas Forsyth mit der Mission beauftragt. Zu der Delegation gehörten auch Captain Trotter und einige Pundits, u. a. Nain Singh, A.K. und Kalian Singh. Sie zog in verschiedenen Gruppen auf getrennten Wegen über den Karakorum nach Yarkant und erreichte am 4. Dezember 1873 Kaschgar, den neuen Regierungssitz des Emirs. Am Rande der Verhandlungen durfte eine Gruppe den Weg zum Torugart-Pass im Tian Shan und zum Tschatyrköl-See erkunden, einem Bergsee kurz hinter dem Pass. Eine andere ging nach Maralbexi, etwa 190 km östlich von Kasgar am Nordrand der Taklamakan-Wüste, und noch einige Kilometer weiter auf der Straße nach Aksu, bevor sie aus Zeitmangel umkehren musste. Am 2. Februar 1874 wurde der Handelsvertrag vom Emir unterzeichnet. Wegen der winterlichen Verhältnisse verließ man Kaschgar aber erst am 17. März 1874. Eine Gruppe ging über Tashkurgan im Sarikol-Tal, dem heutigen Taschkorgan und über den Kleinen Pamir in den Wakhan, erfuhr aber in Qala Panja, dass der afghanische Emir Schir Ali die Genehmigung zur Rückkehr über Kabul verweigert hatte. Mitglieder der Gruppe hatten inzwischen den Aufstieg zum Broghol-Pass über den Hindukush und zum Großen Pamir erkundet. Schließlich kehrte die Gruppe über den Großen Pamir und den Victoria-See (Zorkulsee), der Quelle des Oxus bzw. des Amudarja, auf einer neuen Route nach Yarkant und schließlich nach Leh zurück.
Inzwischen hatte sich A.K. auf den Weg von Yarkant nach Hotan am südlichen Rand der Taklamakan-Wüste gemacht. Es bestimmte dessen Lage, fertigte einen Lageplan des Ortes an und zog weiter über Keriya zu den Sorghak-Goldfeldern, die aber wenig beeindruckend erschienen. Schließlich nahm er in Keriya die südliche Karawanenroute, die durch das Kunlun-Gebirge, über den Changthang und den Pangong Tso nach Leh verlief. Auf dem Weg über den Changthang begegnete er keinem einzigen anderen Reisenden und fand auch kein bewohntes Dorf, nur ein paar verfallene Hütten. Ende Juli 1874 kam Kishen Singh nach Leh zurück.

#### A.K.s dritte Reise
A.K.s dritte und letzte Reise war 4500 km lang und dauerte viereinhalb Jahre. Sie war damit die längste Reise aller vom Survey of India entsandten Pundits. A.K. verließ Darjeeling am 24. April 1878 in Richtung Lhasa. Wegen der Krankheit eines seiner beiden Begleiter musste er aber bald pausieren, so dass er mehr als vier Monate für die Strecke über Gyantse brauchte. Er überquerte den Tsangpo auf der Chagsam-Brücke, der Kettenbrücke, die Nain Singh zwölf Jahre zuvor zu unsicher erschien, so dass er die Fähre vorzog. A.K. erreichte Lhasa am 5. September 1878. Da er keine Karawane zur Mongolei fand, blieb er über ein Jahr in Lhasa, nutzte die Zeit aber, um die Stadt und ihre Einwohner ausführlich zu beschreiben und einen detaillierten Plan der Stadt anzufertigen. Am 17. September 1878 fand er endlich eine Karawane nach Norden, der er sich anschließen konnte. Um Räubern aus dem Weg zu gehen, nahm man eine weniger frequentierte Route, die etwa zwei Tagesreisen weiter östlich am Tengri Nor vorbeiführte. Von da an war Kishen Singh in einer Region, über die die Briten noch keinerlei Informationen hatten. Dieser Teil des Changthang war praktisch menschenleer und die Tiere hatten Mühe, ausreichend Gras zu finden. Am 25. Oktober 1878 erreichte man die ersten Berge der Kunlun-Gebirgskette. Auf deren Nordseite hätte es endlich wieder genügend Gras gegeben, aber die Karawane wurde von einer größeren Räuberbande überfallen, die alle wertvolle Tiere und Gegenstände mitnahm. Während die Mongolen sich in ihre Heimatdörfer zerstreuten, zogen die Tibeter es vor, den Rückweg nach Lhasa anzutreten. A.K. war jedoch entschlossen, mit zwei seiner Begleiter weiter in die chinesische Provinz Qinghai zu ziehen. Sie zogen durch die marschähnlichen Salzsümpfe im südöstlichen Teil des Qaidam-Beckens bis zu einem Süßwassersee, wo sie aus Geldmangel den Winter über die Kamele eines tibetischen Lamas hüten mussten. Im nächsten Frühjahr zogen sie weiter in nordwestlicher Richtung am Qaidam-Becken entlang bis zu einem Ort, in dem sie bis Juli 1879 blieben in der Hoffnung, eine Karawane zum Lop Nor zu finden. Einer von A.K.s Begleitern, der mehrfach vergeblich vorgeschlagen hatte, nach Indien zurückzukehren, verschwand eines Tages in einem unbeobachteten Moment mit allen Packtieren und fast allem Geld, so dass A.K. und sein verbliebener Begleiter sich wieder für mehrere Monate als Ziegen- und Pferdehirten verdingen mussten. Trotz seiner prekären Lage war A.K. entschlossen, weiter nach Norden zu gehen.
Am 6. Januar 1881 erreichte er Dunhuang, die alte Oasenstadt an der Kreuzung der Seidenstraße mit der Karawanenstraße von Lhasa in die Mongolei, durch die wahrscheinlich Marco Polo zog und in der 1607 der portugiesische Jesuit und Entdecker Benedikt Goës starb. Ohne dass die Briten oder A.K. davon wissen konnten, waren 1879 sowohl Béla Graf Széchenyi als auch Prschewalski auf ihren Forschungsreisen in Dunhuang gewesen.
A.K. hielt sich nur wenige Tage in Dunhuang auf. Als er mit einer Gruppe von Händlern zum Lop Nor aufbrach, wurde er und sein Begleiter dem Gouverneur vorgeführt, der erklärte, dass er sie entweder für Spione oder für Diebe halte. Jedenfalls müssten sie in Dunhuang bleiben, bis sie eine Sicherheit für ordentliche Führung stellen könnten. A.K. musste seine Pferde verkaufen und sich monatelang als Gemüsehändler durchschlagen. Schließlich wurde er auch noch krank. Sein Glück war ein Lama aus einem Kloster fast tausend Kilometer weiter südlich, der den Gouverneur zu der Erlaubnis überredete, dass A.K. und sein Begleiter ihm auf seiner Rückreise als Diener folgten. Im August 1881 begannen sie so die Rückreise in südöstlicher Richtung zum Tosun Nor, den sie am 17. September erreichten. Einen Teil des Weges musste A.K. reiten, um so möglichen Räubern entkommen zu können. Da er dabei seine Schritte nicht mehr zählen konnte, zählte er, wie oft das Pferd mit seinem rechten Vorderhuf auftrat und schätzte die Länge eines solchen Pferdeschrittes. Vom Tosun Nor aus ging es direkt nach Süden wieder über den Kunlun auf das Hochland des Changthang. Sie überquerten den Oberlauf des Gelben Flusses an einer Furt und erreichten am 21. Oktober 1881 das kleine Kloster Thubden Gompa, wo sie fast zwei Monate auf ihre Entlohnung durch den Lama warten mussten. A.K. gelang es dabei zum ersten Mal seit einem Jahr wieder Breiten- und Höhenmessungen vorzunehmen. Am 16. Dezember 1881 konnten sie wieder aufbrechen, ausgestattet mit einem Schreiben des Lama an einen einflussreichen Bekannten in Jyekundo, dem heutigen Gyêgu im Bezirk Yushu. Dieses Schreiben ermöglichte es ihnen, sich einer Karawane als Diener anschließen, die zu dem mehr als sechshundert Kilometer entfernten Tachienlu bzw. Dartsedo, dem heutigen Kangding in Sichuan zog. Diese Reise war vergleichsweise erholsam, es gab reichlich Gras und Wasser, sogar Holz zum Feuermachen und vor allem keine Räuber. Sie kamen am 5. Februar 1882 in Kangding an, einer Stadt an der Grenze zwischen den tibetischen und den chinesischen Bevölkerungsgebieten, in der der von Träger-Karawanen aus China angelieferte Tee auf Yak-Karawanen umgeladen wurde, die nach Lhasa und weiter bis nach Kaschmir zogen.
General Walker hatte A.K. ein Empfehlungsschreiben an die jesuitische Mission in Tachienlu mitgegeben, wo er sich bei Bischof Biet nach dem besten Weg erkundigte, aber zu zurückhaltend war, ihn um einen Kredit zu bitten. Bischof Biet riet ihm, westwärts nach Darjeeling zu gehen und nicht den Weg über die chinesische Küste zu versuchen. Bischof Biet sandte außerdem einen Brief an Abbé Desgodins, der sich in Indien aufhielt, und ihn bat, General Walker auszurichten, dass A.K. sich auf dem Heimweg befinde. Das war die erste Nachricht über Kishen Singh, die General Walker seit vier Jahren erhalten hatte.
A.K. und sein Begleiter verließen Kangding am 16. Februar 1882 und marschierten, dem Rat des Bischofs folgend, über Litang, einem der höchstgelegenen Orte der Welt, nach Batang am Ostufer des Jinsha Jiang, wie der Jangtsekiang hier genannt wird. Im Ort gab es ein Kloster mit tausend Mönchen. Sie überquerten den Fluss auf einer Fähre und kamen in das Gebiet, in dem der Jangtse, der Mekong und der Saluen in steil eingeschnittenen Tälern dicht nebeneinander nach Süden fließen. Der Mekong wurde mit Hilfe eines Lederseiles überquert, das vom höher gelegenen Ufer der einen Seite zu dem tieferen Ufer auf der anderen Seite gespannt war. Die Reisenden knoteten ein Seil um den Bauch, an dem ein hölzerner Haken befestigt war, der in das Lederseil eingehängt wurde. Damit konnten sie an dem Lederseil entlang zum anderen Ufer rutschen. Der Saluen wurde auf eine etwas modernere Methode überquert. An einem Seil über den Fluss war eine Art flaches Boot befestigt, dass die Fährleute mit Rudern auf die andere Seite brachten.
Bevor sie den Mekong überquerten, hatten sie den großen Karawanenweg nach Lhasa verlassen, um in südwestlicher Richtung durch die Berge und entlang des Lohit nach Assam zu gelangen. Als sie am 23. Mai 1882 nur noch rund 50 km von der indischen Grenze entfernt waren, mussten sie allerdings umkehren, da die dieses Gebiet und den hindurchführenden Handel beherrschenden Mishmis den Ruf hatten, jeden Eindringling umzubringen. Sie mussten deshalb nach Norden zu der großen Karawanenstraße nach Lhasa ausweichen. Dieser Weg führte östlich an einem Bergrücken entlang, der nirgends von einem Fluss unterbrochen wurde. Mit einigen Schwierigkeiten gelangten sie am 8. Oktober nach Zêtang im Bezirk Shannan, das Naing Singh am Ende seiner dritten Reise bereits besucht hatte. A.K. wurde von einer eisernen Brücke über den Yarlung Tsangpo in der Nähe des Ortes berichtet, die aber von einem Blitz zerstört worden sei. Sie kehrten schließlich über Gyantse auf dem Weg nach Indien zurück, den A.K. schon auf seinem Weg nach Lhasa genommen hatte, und erreichten Darjeeling am 12. November 1882.
Ohne den Weg von Darjeeling nach Tibet zu rechnen, führte die Reise über rund 4500 km, von denen ein großer Teil den Briten bis dahin vollkommen unbekannt war. Kishen Singh war es trotz eines Raubüberfalls und wiederholten Verhaftungen gelungen, sämtliche seiner Aufzeichnungen und alle seine Geräte nach Indien zurückzubringen. Kishen Singhs Beobachtungen wurden allgemein wegen ihrer Genauigkeit und Zuverlässigkeit gepriesen. Sein erzwungener Rückweg aus dem Gebiet der Mishmis nach Norden entlang des Bergrückens war zwar noch nicht der letzte Beweis, aber ein sehr starkes Indiz dafür, dass der tibetische Yarlung Tsangpo nicht etwa als Irrawaddy durch Birma fließe, sondern tatsächlich der Oberlauf des indischen Brahmaputra sei.
General Walker verlas seinen Bericht über A.K.s Erfolge in einer Versammlung der Royal Geographical Society am 8. Dezember 1884, in der die Reise des Pundit A.K. besonders gelobt wurde. Kishen Singh erhielt eine Goldmedaille der italienischen Geographischen Gesellschaft sowie eine Goldmedaille, die ihm 1886 von Ferdinand de Lesseps verliehen wurde, dem Präsidenten der Société de géographie de Paris.
Kishen Singh erhielt bis 1885 noch ein Gehalt als Mitglied der Trans Himalaya Explorers und zog sich dann zurück, um von den ihm zugesprochenen Einkünften eines Dorfes zu leben.